# 독일의 국장

독일의 국장

독일의 국장(Bundeswappen Deutschlands)은 서독 시절이었던 1950년에 제정되었다. 금색 방패 안에는 빨간색 발톱과 부리를 가진 검은색 독수리가 그려져 있다.

## 역대 독일의 국장

신성 로마 제국
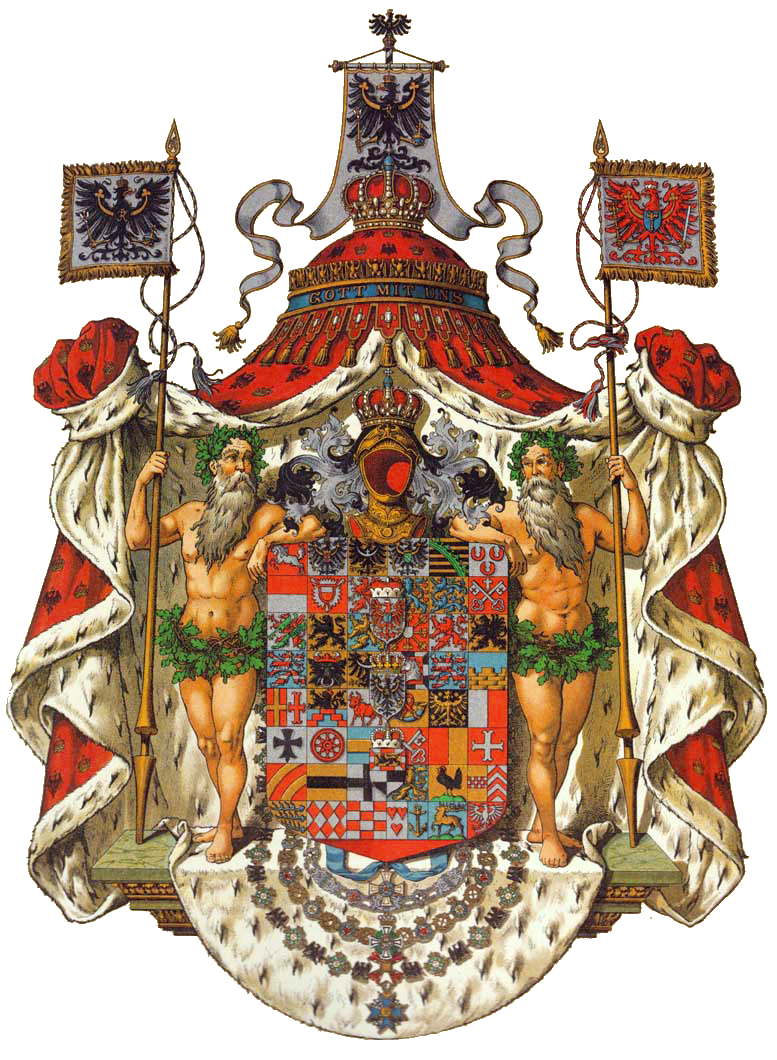
프로이센 왕국
독일 연방
북독일 연방
독일 제국
독일 제국(대형)
바이마르 공화국
나치 독일
독일민주공화국(동독)
독일연방공화국(서독)

## 같이 보기
- 오스트리아의 국장
- 프로이센의 국장
- 신성 로마 제국의 문장